# Dipèptid
Un dipèptid és una designació de vegades ambigua de dues classes de compostos orgànics: Les seves molècules contenen o bé dos aminoàcids units per un enllaç peptídic simple o bé un aminoàcid amb dos enllaços peptídics.

## Dos aminoàcids, un enllaç peptídic
En aquest ús, X dipèptid (amb X designant un aminoàcid) cal que sigui entès com di-X pèptid. Aquesta nomenclatura és continuada pel tripèptid (tres aminoàcids, dos vincles de pèptid), tetrapèptid, etcètera; les cadenes més llargues són anomenades oligopèptid, polipèptid, proteïna.

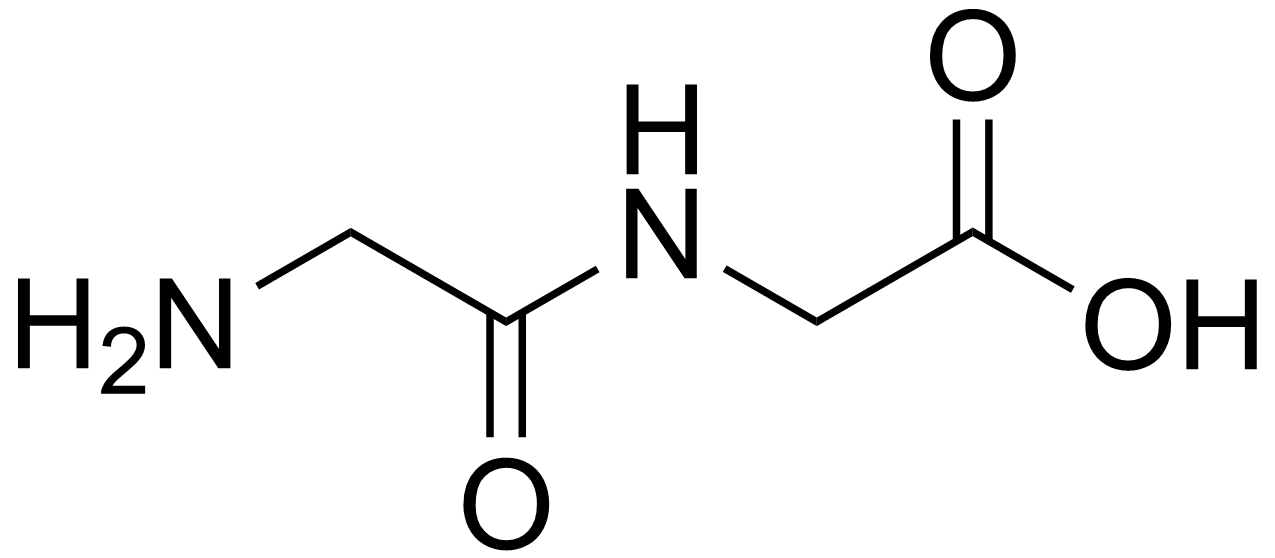
Glicil-glicina

Els dipèptids són produïts a partir de polipèptids per l'acció de l'enzim hydrolasa dipeptidil peptidasa. Les proteïnes dietètiques són digerides fins a dipèptids i aminoàcids, i el dipèptid és absorbit més ràpidament que els aminoàcids, perquè la seva absorció implica un mecanisme separat. Dipèptids activen les cèl·lules-G repartides per l'estómac per secretar gastrina.
La Síntesi de pèptids Bergmann azlactone és una síntesi orgànica clàssica per la preparació de dipèptids.

### Exemples
- Carnosina (Beta-alanil-L-histidine) és altament concentrat dins del múscul i teixits del cervell.
- Anserina (Beta-alanil-N-metil histidina) és trobada en el múscul esquelètic i cervell de mamífers.
- Homoanserina (N-(4-aminobutiril)-L-histidine) és un altre dipèptid identificat en el cervell i músculs de mamífers.
- Kyotorfina (L-tirosil-L-Arginina) és un dipèptid neuroactiu que exerceix una funció en el control del dolor en el cervell.
- Balenina (o ofidina) (beta-alanil-N tau-metil histidina) ha estat identificat en els músculs de diverses espècies de mamífer (incloent hi l'home), i el pollastre.
- Aspartam (N-L-α-aspartil-L-fenil-alalanina 1-metil-èster) és un edulcorant artificial.
- Glorina (N-propionil-γ-L-glutamil-L-ornitina-δ-lac etil èster) és un dipèptid quemotàctic del fong mucilaginós Polysphondylium violaceum.
- Barettina (ciclo-[(6-bromo-8-en-triptofan)-arginina]) és un dipèptid cíclic de l'esponja marina Geodia barretti.
- Pseudoprolina
- Glicilglicina

## Un aminoàcid, dos enllaços de pèptid
En aquest ús, X dipèptid és agafat literalment: Un aminoàcid X és equipat amb dos enllaços peptídics com a mínim: El C terminal COOH esdevé COCH3, el N terminal NH2 esdevé NHCH3.
Per exemple, el dipèptid alanina és CH3CONHCH(CH3)CONHCH3.